# マカイロドゥス
マカイロドゥス（Machairodus）は、中新世後期から鮮新世前期にかけて生息した大型捕食者で、サーベルタイガーの1種。哺乳綱 - 食肉目 - ネコ科 - マカイロドゥス亜科に属する。更新世のアフリカ大陸に現れたホモテリウム属の祖先であるとされる。

## 特徴
マカイロドゥス属には多様な種が存在し、種ごとの形態的差異も著しい。大型種の体長は約250センチメートル肩高約120センチメートルで、剣歯虎の中では最大級。頭骨は約35センチメートルと身体に比して小さく、ライオンとほぼ同じ大きさであるが、前後にやや長い形態である為それよりも細面となる。
犬歯が長大な牙となっており、プレデターとされる。前脚で捕らえた獲物を押さえ込み、喉元など柔らかい部分を狙って牙を突き立てたと推定されている。後肢がやや短く蹠行性に近い形態である為、獲物を追いかけて捕殺する事は出来なかったとする意見もある。踵を地面に着けて歩行するクマも、疾走するウマに追いつく事も出来る為、待ち伏せの後、至近距離まで近づいた獲物に高速で襲い掛かり、気管や血管を引き裂いて止めを刺すという奇襲を用いたと推定されている。獲物はプリオヒップスやコロンビアマンモスなど、自分と同じかより大きな草食獣であったとされる。狩りの手法としては、ライオンなどのように獲物が多い時は群れで行うが、獲物が少ない時期には単独または少数で獲物を探したと考えられている。
近年では冒頭に挙げた形態的な差異や生息年代を考慮し、後期の進歩的大型種をアンフィマカイロドゥス（Amphimachairodus）という新属に再分類する説が提唱されている。

## 分布
アフリカ大陸、ユーラシア大陸、北アメリカ大陸に生息。マカイロドゥス属はユーラシア起源で、中新世後期の約800万年前にアフリカに侵入したと推定されている。アフリカ大陸では、化石自体はそれ程多く見つかっていないものの、同時代のネコ科の捕食者のなかでは中心的な存在であったと推定されている。